# Przystanek Woodstock (album Huntera)
Przystanek Woodstock – pierwszy album DVD polskiej grupy muzycznej Hunter. Wydawnictwo ukazało się 7 czerwca 2004 roku nakładem wytwórni muzycznej Złoty Melon w dystrybucji Pomaton EMI. Na płycie znalazł się koncert zespołu zarejestrowany 2 sierpnia 2003 roku podczas festiwalu Przystanek Woodstock w Żarach. W występie poza grupą uczestniczyli także Maciej Mydlak, Mariusz Korpoliński, Marcin Tyrlik, Anita Szymańska i Kamila Choińska - aktorzy olsztyńskiego Teatru im. Stefana Jaracza.

## Lista utworów
Opracowano na podstawie materiału źródłowego.
1. "Fantasmagoria" (muz. Paweł Grzegorczyk, sł. Paweł Grzegorczyk)
2. "Mirror of War" (muz. Paweł Grzegorczyk, sł. Paweł Grzegorczyk)
3. "Why..?" (muz. Paweł Grzegorczyk, sł. Paweł Grzegorczyk)
4. "Greed" (muz. Paweł Grzegorczyk, sł. Paweł Grzegorczyk)
5. "So..." (muz. Paweł Grzegorczyk, Piotr Kędzierzawski, sł. Paweł Grzegorczyk)
6. "Freedom" (muz. Paweł Grzegorczyk, sł. Paweł Grzegorczyk)
7. "Siedem" (muz. Paweł Grzegorczyk, sł. Paweł Grzegorczyk)
8. "Grabaszszsz" (muz. Paweł Grzegorczyk, sł. Paweł Grzegorczyk)
9. "Kiedy umieram..." (muz. Paweł Grzegorczyk, sł. Paweł Grzegorczyk)
10. "Fallen" (muz. Paweł Grzegorczyk, Piotr Kędzierzawski, sł. Paweł Grzegorczyk)
11. "Interview" (wywiad z Pawłem "Drakiem" Grzegorczykiem i Piotrem "Pitem" Kędzierzawskim)
12. "Fallen" (teledysk, reżyseria: Maciej Mydlak, Marcink Klinger, Paweł "Drak" Grzegorczyk)

## Twórcy
Opracowano na podstawie materiału źródłowego.

- Paweł "Drak" Grzegorczyk - wokal prowadzący, gitara
- Konrad "Saimon" Karchut - gitara basowa
- Michał "Jelonek" Jelonek - skrzypce
- Piotr "Pit" Kędzierzawski - gitara, wokal wspierający
- Grzegorz "Brooz" Sławiński - perkusja
- Andrzej "Aka" Karp - gościnnie gitara basowa
- Paweł "Żaba" Żełobowski - gościnnie kongi
- Marek "Musik" Musik - gościnnie kongi
- Piotr Chancewicz - realizacja nagrań, miksowanie, produkcja muzyczna
- Przemek Nowak - realizacja nagrań, miksowanie, produkcja muzyczna
- Złoty Melon - producent wykonawczy